# Dives atroviolaceus
Dives atroviolaceus là một loài chim trong họ Icteridae.

## Hình ảnh

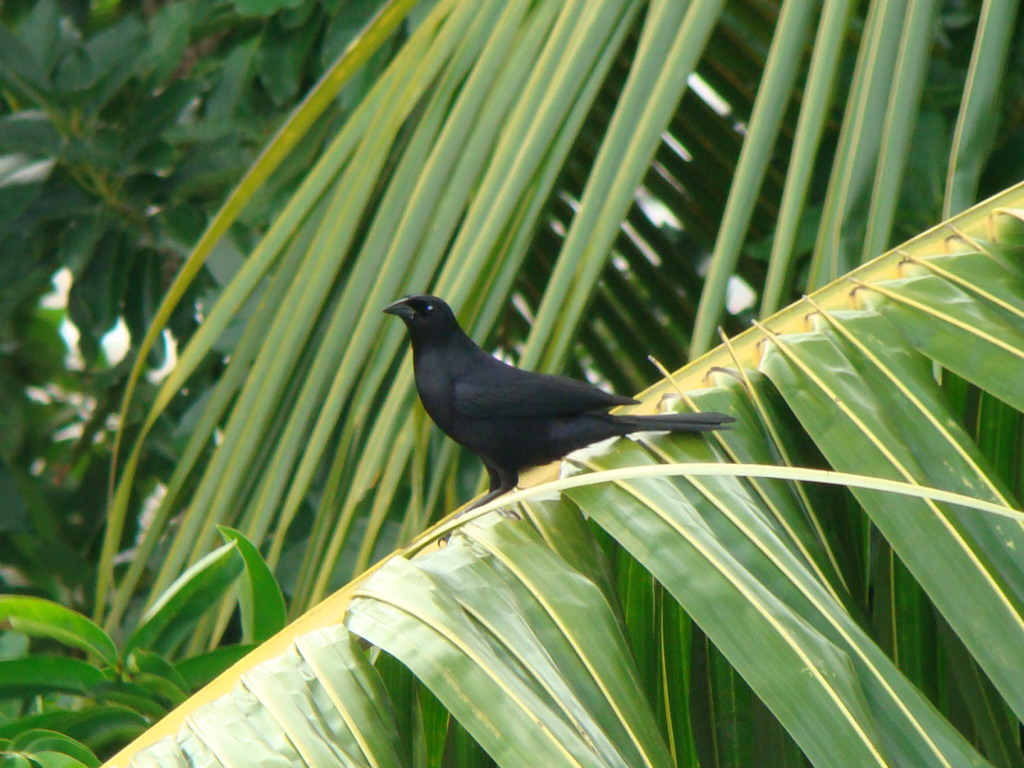
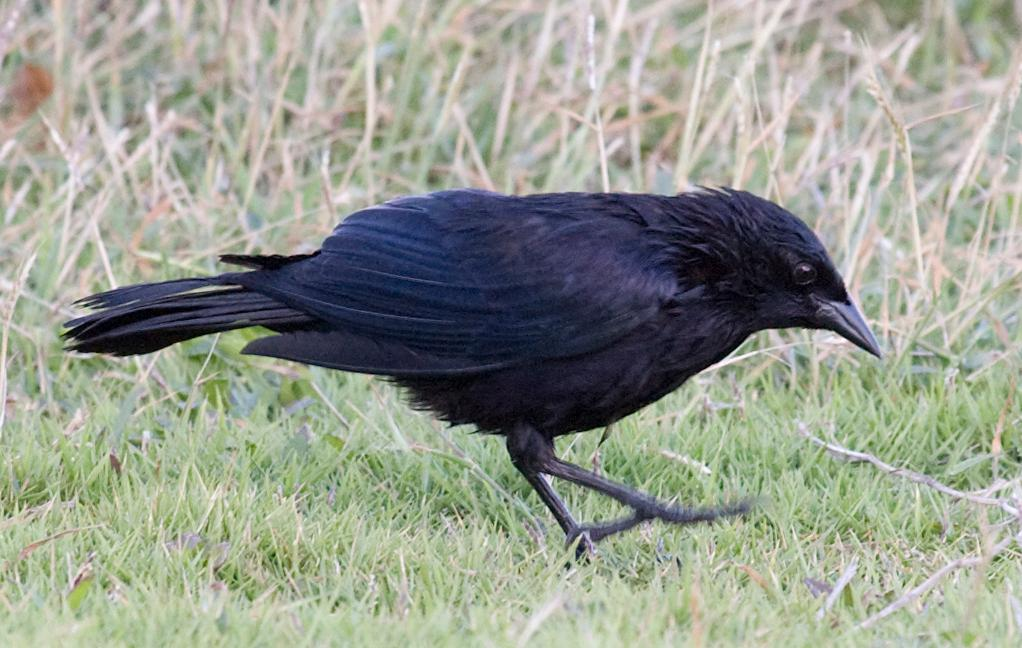